# Неєман
Неєман (також Нааман, івр. נעמן, що означає «приємність», «миловидність») — сирійський воєначальник, сучасник пророка  Єлисея. Про його історію розповідається в Невіїмі, Друга книга царів, розділ «Видужання Наамана 1-19»;.
Неємія захворів на проказу. Його дружина мала служницю юдейку. Ця служниця одного разу проказала: «Якби мій пан побував у пророка Єлисея в Самарії, то той би вилікував його». Ці слова були передані Нееману, а він переказав їх царю Сирії. Той написав листа царю Ізраїлю, щоб він зняв з його полководця проказу, обіцяючи за це велику винагороду. Прочитав послання з таким дивним проханням, цар Ізраїлю вирішив, що це тільки привід для війни. Однак Єлисей, вислухавши це, запросив Неемана до себе. Той вирушив до Єлисея з багатими дарами. Пророк, однак, до нього не вийшов, звелівши піти слузі, якому наказав проказати: «Іди й обмийся сім разів у Йордані». Це спочатку здалося Неєману знущанням, так що він заявив: «Хіба Авана і Фарфор, річки сирійські, чи не краще від усіх Ізраїлевих вод? Хіба б я не зміг обмитися в них й очиститися»? Але його слуги підійшли до нього і сказали: «Якби б пророк повідав тобі щось тяжке, хіба б ти цього не зробив? А він тебе сказав тільки: омийся і очистишся».

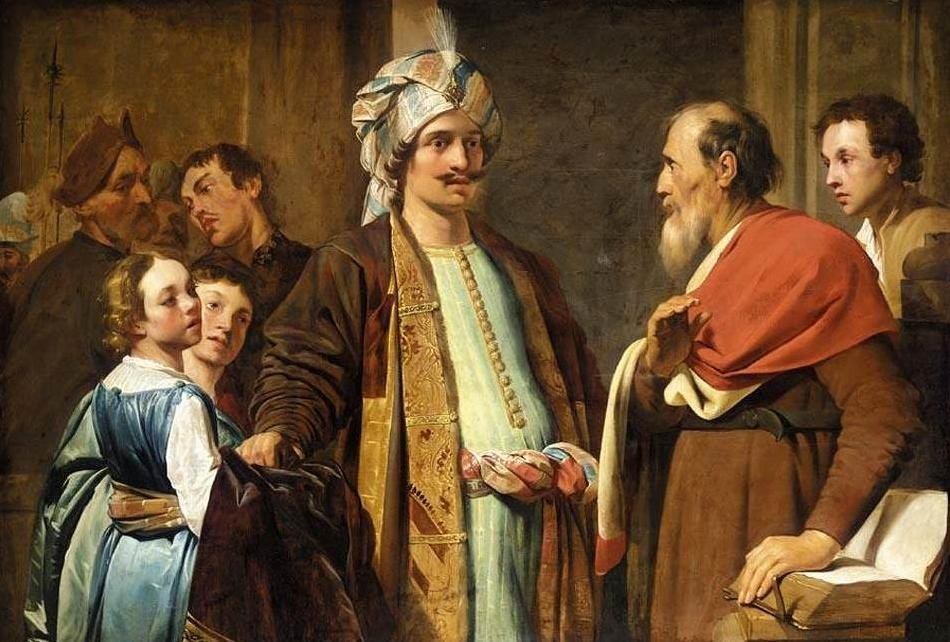
Єлисей (праворуч) відмовляється від дарів Неємана. Пітер де Греббер, 1630 рік.

Неєман зробив так і зцілився. З великою вдячністю і шаною він повернувся до Єлисея і сказав: «Справді тепер я знаю, що нема правдивого Бога, крім Бога Ізраїльського. Прошу тебе, прийми від мене дари». Але Єлисей від них відмовився. Тоді Неєман попросив пророка взяти собі Ізраїльської землі, щоб у Дамаску побудувати на ній жертовник для Господа, тому що він не буде більше приносити жертви іншим богам, крім Бога Ізраїлієвого, і при цьому попросив перед пророком прощення у Господа в тому, що він за своїми обов'язками супроводжував царя в капище Ріммона, мусив за необхідністю поклонитися там разом з царем, коли той схилявся до землі перед ідолом, опираючись на руку Неємана. Пророк відпустив його з миром. Тоді Ґієзій, слуга Єлисея, побачивши, що його господар відмовився від багатих дарів, наздогнав Неємана і від імені Єлисея випросив у Неємана два таланти срібла і гарне вбрання, які спробував приховати. За це він був суворо покараний пророком — проказа перейшла до нього.
Коли Ісус Христос прочитав у синагозі Назарета месіанське пророцтво, то присутні почали вимагати від Нього чудес. Ісус же почав докоряти їм у невірі і як приклад згадав історію сирійського воєначальника: «Багато було прокажених в Ізраїлі за пророка Єлисея, і жоден з них не очистився крім Неємана сиріянина»